# 中国人民解放军中南军区荆江水利工程部队
中国人民解放军中南军区荆江水利工程部队，是1950年代初期为了建设长江中游荆江分洪工程而设立的中国人民解放军水利工程部队。

## 历史
1949年汛期洪水给湖北省造成大灾。荆江大堤的祁家渊堤防垮掉一半，幸亏洪水退了，避免了溃堤和长江改道。
1950年长江水利委员会召开中南防汛会议，湖北省委书记、省人民政府主席、湖北军区司令员兼政委李先念问长委会主任林一山：“你是打过仗的，荆江的问题怎么办呀？出了事可不得了！”林一山回答正在研究找一个地方建蓄洪区降低荆江水位，保荆江大堤安全。林一山还说，初步选在公安县一片只有十六七万人的湖区开辟分蓄洪区。1950年长委会报送了《荆江分洪工程初步设计》，列入了长委会的《长江建设五年计划》及更有现实意义的长委会所拟《1951年事业计划概要》，分别报送中央水利部和中南军政委员会。经中南军政委员会及湖南、湖北两省共同研究。1950年国庆节期间，中共中央中南局代理书记、中南军政委员会副主席邓子恢和主持国家财政工作的薄一波副总理向毛泽东、刘少奇、周恩来专门汇报了《荆江分洪初步意见》。1950年12月25日，中南军政委员会召开荆江安全工作会议，同意了长江水利委员会提出的荆江分洪工程计划。毛泽东主席审阅了荆江分洪的计划后，还派人向林一山了解具体情况，问这个工程能使用多少年。林一山当时很难准确回答，只能作一般地估计，说是可用40年-100年。毛泽东知道后说：够了，20年就够了；当即表示同意。
至1951年初，这项工程的设计已经做了一切应当准备的工作，包括查勘、测量、区内社会经济调查。1951年3月初向中央水利部提交了荆江分洪区、荆江临时分洪计划，请求审定；并同时在汉口召开了有湘鄂两省政府及其水利局、武汉大学和本会人员参加的荆江临时分洪工程座谈会。会上湖北赞成；湖南反对。1951年8月《荆江分洪工程计划》确定。1951年冬天，周恩来又写信给邓子恢，要他做好两省的工作，并要邓老召开专门会议听取意见，向湖北的张难先、湖南的程潜这两位在地方上最有影响的人物做好说服工作。1951年12月底邓子恢主持中南军政委员会召开了关于荆江、汉江治理的专门会议。   
1952年2月17日至19日水利部在北京召开荆江分洪工程会议，出席会议的计有中南水利部潘正道副部长、规划处王恢先处长、长江水利委员会林一山主任、何之泰副总工程师（代行总工职）、湖北省农业厅徐觉非厅长、湖南省水利局孟信甫局长、常德专署柴保中专员，另外还有工程技术人员四人。1952年2月20日，周恩来亲自召集中央水利部部长傅作义、副部长李葆华、张含英、技术委员会主任须凯等以及两湖到京人员开了一个会，周恩来说：“荆江分洪工程是毛主席批的，怎么到现在还没有开工？”并严肃批评：“毛主席批的工程，中南局、湖北省委、水利部、长委会都置之脑后，不负责任。”会议决定：荆江分洪工程马上动工，一定要在当年汛期前竣工。周恩来持起草了《政务院关于荆江分洪工程的规定》。2月23日周恩来向中央、毛泽东主席送交了《关于荆江分洪工程会议情况报告》。1952年2月25日，毛泽东批示同意。1952年3月15日中南军政委员会第74次行政会议通过该计划的实施办法，作出《关于荆江分洪工程的决定》。2月底，中央水利部副部长、党组书记李葆华、苏联顾问布可夫赴实地考察，确认核心工程南闸与北闸可在6月中旬建成，并向周恩来电话汇报。3月7日周恩来在给邓子恢的电报：“抢修南岸蓄洪区堤及两个闸所需器材，除中南可自行解决者外，尚缺何项物资须由中央调拨，望即作出详细计划，径电中财委请拨。如人力及其他尚有困难，亦请电告。”3月21日周恩来主持召开了政务院第129次政务会议，通过《政务院关于1952年水利工作的决定》，要求：“长江中游继续加强荆江大堤，以保证堤身的安全，并于汛前保证完成荆江分洪工程中围堤及泄洪闸与节制闸”。在充分满足了湖南省的顾虑后，1952年3月31日，政务院发布了《中央人民政府政务院关于荆江分洪工程的规定》。

中央人民政府政务院关于荆江分洪工程的规定

(一九五二年三月三十一日 )

长江中游荆江段由于河道狭窄淤垫，下游弯曲，不能承泄大量洪水，且堤身高出地面十数公尺，每当汛期，洪峰逼临，险工迭出，时有溃决的危险。如一旦溃决，不仅江汉广大平原遭受淹没，并将影响长江通航，且在短期内难以堵口善后。不决，则以长江水位抬高，由四口(松滋、太平、藕池、调弦)注入洞庭湖的水量势必增多，滨湖多数堤垸必遭溃决。为保障两湖千百万人民生命财产的安全起见，在长江治本工程未完成以前，加固荆江大堤并在南岸开辟分洪区乃是当前急迫需要的措施。

荆江分洪工程完成以后，如长江发生异常洪水需要分洪时，既可减轻洪水对荆江大堤的威胁，并可减少四口注入洞庭湖的洪量；同时，做好分洪区工程又能保障滨湖区不因分洪而受危害。这一措施对湖北、湖南人民都是有利的。为此，本院特作下列规定:

(一) 一九五二年仍以巩固荆江大堤为重点，必须大力加强，保证不致溃决，其所需经费可酌予增加。具体施工计划及预算由长江水利委员会会同湖北省人民政府拟订，限期完成。

(二 ) 一九五二年汛前应保证完成南岸分洪区围堤及节制闸、进洪闸等工程，并切实加强工程质量。其所需人力，应由湖北、湖南和部队分别负担。

(三 ) 一九五二年不拟分洪。如万一长江发生异常洪水威胁荆江大堤的最后安全，在荆江分洪工程业已完成的条件下，可以考虑分洪，但必须由中南军政委员会报请政务院批准。

(四 ) 湖北省分洪区移民工作应于汛前完成。

(五 ) 关于长江北岸的蓄洪问题，应即组织察勘测量工作，并与其他治本计划加以比较研究后再行确定。

(六 ) 为胜利完成一九五二年荆江分洪各主要工程，应由中南军政委员会负责组成一强有力的荆江分洪委员会和分洪工程指挥机构，由长江水利委员会、湖南、湖北两省人民政府及参加工程的部队派人参加，并由中南军政委员会指派得力干部任正副主任。工程指挥机构的行政与技术人员由各有关单位调配。

上述各项工程，因时间紧迫必须抓紧时机进行周密的准备工作，并保证按期完成。至于人力、器材、运输及技术等方面，如中南力量不足时，得提出具体计划，速报请政务院予以解决。

1951年3月15日，中南军政委员会第74次行政会议审议并通过了《荆江分洪工程计划》的具体实施办法，做出了《关于荆江分洪工程的决定》，成立了荆江分洪工程委员会及其所属机构。会议确定工程分两期进行，第一期以荆江大堤加固、太平口泄洪闸、黄山头节制闸及拦河坝和南线大堤建设为重点，第二期以分洪区围堤培修为重点。核定全部费用为旧人民币7150亿元。1952年3月21日，荆江分洪前线指挥部在自家岗成立；4月3日前线指挥部迁往沙市。
- 荆江分洪委员会：1952年1月初中南军政委员会成立荆江分洪工程委员会，任命李先念为主任，林一山、王任重、徐觉非为副主任，任士舜为秘书长，闫钧、闵耀庭任副秘书长。1952年3月15日中南军政委员会决定在荆江分洪委员会中又作了大量补充，湘鄂两省和武汉市都有了代表，仍以李先念为主任，又增加唐天际、刘斐任副主任委员，23人组成委员会。
- 技术委员会，由林一山主持，有21位委员。
- 荆江分洪工程总指挥部
  - 总指挥 唐天际（在桂北剿匪的第21兵团政委）[3]
  - 总政委李先念
  - 副总指挥 王树声 许子威（中南军政委员会农林部副部长兼党组书记）、林一山（长委会主任，分管工程的设计与施工）
  - 副总政委 袁振
  - 南闸工程指挥部
  - 北闸工程指挥部
  - 荆江大堤加固工程指挥部

1952年4月5日，荆江分洪工程全面开工。根据毛泽东的指示：“工程要敢在汛期前完成， 调一个兵团用打仗的方法完成任务”，正在桂北剿匪的中国人民解放军第21兵团的6个师和12个独立团共10万人在政委唐天际率领下到湖北。荆江分洪工程由唐天际任总指挥，李先念任总政治委员，王树声（湖北军区司令员）、林一山（长江水利委员会主任）、许子威（中南农林部副部长兼党组书记）、田维扬任副总指挥，袁振（湖北省委宣传部长）、黄志勇任副总政委，参加建设工程的还有湖北和湖南两省技术工人和工程技术人员4万人，农民16万人，配备干部1076人。工程费用经中央水利部核定为旧人民币7150亿元（每万元折合现值1元）。成立引水闸、泄洪闸和荆江大堤加固3个工程指挥部。1952年5月24日，中央人民政府水利部部长傅作义到工地慰问，带来毛泽东题词：“为广大人民的利益，争取荆江分洪工程的胜利”、周恩来题词：“要使江湖都对人民有利”。工程总指挥部先后发出《加强政治工作，保证工程任务顺利完成》、《关于完成红五月爱国劳动竞赛总任务》、《关于接受毛主席授旗后继续开展爱国劳动竞赛运动的号召》。
参加工程建设的30万军民，以75天的惊人速度于6月20日建成荆江分洪第一期主体五个大工程完工：
1. 荆江大堤加固工程。
2. 太平口进洪闸（北闸）工程：钢筋砼底板，空心垛墙，箱式岸墩轻型开敞式结构，有54孔人力绞车启闭弧形钢闸门，总宽1054.375米，闸顶高程46.5米，闸底高程41.0米；设计进洪流量为8000立方米每秒。
3. 黄山头虎渡河节制闸（南闸）工程：为开敞式钢筋混凝土结构，有32孔，弧形钢闸门，总宽336.825米，设计泄洪流量为3800立方米每秒。1952年，南闸作为荆江分洪工程的主体工程，于4月2日开工，6月15日提前完工。共完成钢筋混凝土32501立方米，抛砌块石及碎石垫层59314立方米。32孔闸门。南闸的主要作用是，当运用荆江分洪工程时，控制虎渡河下泄流量最大不超过3800立方米/秒，与南线大堤共同组成一到防洪屏障，保护洞庭湖区的防洪安全。
4. 分洪区围堤培修工程：由荆江右岸长江干堤、虎渡河东堤和南线大堤组成，全长208公里。沿堤建设安全区21处，面积19.58平方公里；安全台95处，面积1.75平方公里。
5. 南线大堤工程

荆江分洪区的最南端——方圆数里的黄天湖上拦腰做出一条堤坝，使新坝与湖边的旧堤相连，拦住分洪区洪水，形成合围圈，保护洞庭湖平原。这就是著名的腰斩黄天湖之战。首当其冲的难题便是围湖抽水、铲除湖底厚厚的淤泥。
1952年5月，毛泽东派中央水利部部长傅作义到荆江分洪工地进行慰问。5月19日晚傅作义在中南水利部长刘裴、中南农林部长陈铭枢和苏联专家布可夫等人陪同下，来到沙市视察荆江分洪工程施工现场。5月24日，傅作义代表中央召开了赠授中央领导人为荆江分洪工程所题锦旗的大会。毛泽东主席的题词是：“为广大人民的利益，争取荆江分洪工程的胜利”。周恩来总理的题词是：“要使江湖都对人民有利”。6月16日，中央人民政府副主席宋庆龄视察荆江分洪工程工地，同时，在北京参加亚洲及太平洋区域和平会议的各国代表也前来参观。朝鲜人民军访华代表团也来到工地慰问并赠送了锦旗。
1952年5月31日，虎西备蓄区山岗围堤建成；6月14日，荆江大堤加固工程竣工；6月15日，节制闸（南闸）工程竣工；6月18日，进洪闸（北闸）工程竣工；6月19日，荆江分洪区内（阻水的）横堤刨毁工程竣工。1952年6月20日，荆江分洪工程比预定计划提前15天竣工。完成土、沙、石、混凝土近1000万方，其中土方820万方，混凝土11.5万方，开采石料25.34万方，抛砌块石16.1万方，钢筋3840吨。6月21日，唐天际、李先念代表荆江分洪总指挥部及工程全体员工上书毛主席，报告荆江分洪工程胜利完工。文中最后写到：“许多人说，荆江分洪工程的胜利完成是一个伟大的奇迹，的确是这样。因此，我们引为无尚的光荣”。6月25日，荆江分洪工程总指挥部发布《荆江分洪全部工程胜利完工公报》。
1952年7月1日，中国共产党诞生31周年的日子，南闸落成典礼特别选择在这一天举行。清晨，横跨在虎渡河上的南闸披上了节日的盛装，的闸墩上插上了32面巨大的彩旗。主席台设在闸身的中部，挂着巨幅毛主席像和毛主席、周总理授给荆江分洪工程的锦旗以及其它各式各样的锦旗。整个闸身上、虎渡河两岸的河堤和河滩上，甚至远外的黄山脚下的坡地上，到处都是攒动的人头。场地周围五颜六色的彩旗在晨曦中迎风飘舞，使得这条钢铁巨龙似乎要腾飞起来了。随着32声礼炮响起，象征着南闸落成典礼开始。中央水利部副部长张含英和湖北省人民政府主席、荆江分洪委员会主任李先念以及劳模代表，先后讲了话。当李先念讲到“中国人民在毛主席和共产党的领导下，不仅能够得到解放，而且在祖国的建设事业中也能创造像荆江分洪工程这样的奇迹”时，全长爆发了最热烈的掌声。之后，李先念高高挽起两只衣袖，用双手握着一把大剪刀，剪开了开闸放水的彩带，只见起闸指挥员手中的红旗高高举起，肃立在64部绞车旁的战士们迅速在每部绞盘上插上了6根木杠转把推起圆圈来……32扇铁灰色的沉重的闸门徐徐开启
1952年7月，中央人民政府人民革命军事委员会决定将荆江水利工程部队司令部改为中国人民解放军中南军区工程部队司令部，田维扬任中国人民解放军中南军区工程部队司令员、中南军政委员会建筑工程部副部长，黄志勇任政治委员。1953年3月，中南军区工程部队司令部与海南公路工程指挥部合并，中南军区工程部队司令部番号撤销，改称海南公路工程指挥部，人员集体转业，拨归中央人民政府交通部建制。
1952年11月14日至1953年4月4月25日实施荆江分洪第二期工程，包括荆江右岸堤防培修工程，虎渡河东、西堤培修工程，安全区围堤培修工程，进洪闸上游滩地开挖与东引堤延伸工程等。二期工程总指挥任士舜（长江水利委员会副主任），政治委员阎钧（荆州地区行政公署专员），荆州、宜昌两地区的民工18.48万人参加施工，于1953年工程完工，共完成土方862.5万立方米，工程决算经费572.55亿元（人民币旧币）。1952年9月，第二期工程计划由长江水利委员会拟订并于11月14日开始实施。二期工程总指挥为长江水利委员会副主任任士舜，共动员荆州、宜昌两地区的民工18.4777万人，完成土方862.5万立方米(其中包括荆江右岸堤防培修工程，虎渡河东、西两堤和安全区围堤等堤防的培修工程，以及进洪闸
上游滩地创毁与东引堤的延伸工程等)。1953年4月25日，二期工程竣工，实用经费527.55亿元。
随着二期工程竣工，荆江分洪工程建设宣告全面结束，整个工程国家共注资5576.46亿元(包括防洪、排水等工程费，以及勘测、实验研究和设计费，水利工程管理费和事业经费与水利粮储备运输等费用)。
1954年，长江流域发生了全流域特大洪水。中央防汛总指挥部决定荆江分洪工程，于当年的7月22日、7月29日、8月1日先后三次开启北闸分洪，最大进流量7760立方米/秒，总计分洪量125.9亿立方米，降低沙市水位0.96米，同时减少了进入洞庭湖的洪水总计54.219亿立方米。1955年3月，毛泽东主席题词祝贺1954年抗洪胜利：“庆贺武汉人民战胜了1954年的洪水，还要准备战胜今后可能发生的同样严重的洪水。”

## 荆江水利工程部队建制
中国人民解放军第21兵团部改编为中南军区荆江分洪工程司令部。
- 司令员兼政委唐天际
- 副司令员田维扬
- 副政委黄志勇
- 司令部参谋长 蓝桥
- 政治部主任魏洪亮 白文华
- 干部部部长
- 后勤部政治委员秦光远
- 出版机关报《工程生活》
- 第143师：原湖南军区新编师于1950年12月改称第143师，1952年3月从48军调归荆江水利工程部队。
- 水利工程第3师(第217师改编)：师长何元恺，政治委员肖德明，辖水利工程第7 、8、9团。后改编为中国人民解放军公路工程第1师。
- 水利工程第4师：湖北军区抽调8500人组建该师，师长钟春林（荆州军分区司令员兼任），政治委员王进前，辖水利工程第10、11、12团，代管2个团，共计1.5万人。1952年8月，钟春林率2个团赴朝抢修公路和桥梁。1952年10月，水利工程第4师改编为中国人民解放军公路工程第2师，师长兼政委钟春林兼任华南公路工程局局长，修建海渝中线。
- 建筑工程第7师：原为湖北军区奉命由黄冈、大冶、宜昌军分区，各抽调一个团于1951年春组建的中国人民解放军公安第11师，师长黄德魁，政治委员冷裕光，参谋长杜濂，政治部主任张成功，1952年3月改编为建筑工程第7师，下辖建筑工程第19、20、21团。从宜昌、荆江军分区各抽调一个团，即独立第5、6团，由该师代管。1955年7月在西安集体转业改为国家建筑工程部西北第四工程公司。
- 建筑工程第8师：原为1951年1月河南军区独立第4团、独立第10团大部、独立第3团2营、独立第12团3营共5000余人组建中国人民解放军公安第12师，师长卢贤扬，政委郑重。1952年3月改编为建筑工程第8师，下辖第22、23、24团，1952年春调归荆江水利工程部队指挥部。荆江分洪工程一期竣工后，1952年-1953年在中南地区执行国防修建任务。1954年7月5日该师与建筑工程部第五建筑公司合并组建建筑工程部洛阳工程局。
- 铁路工程第9师（第214师改编）： 师长曾京、政委兰庭辉，辖铁路工程第25、26、27团
- 中南军区水利工程独立第3团：湖北军区组建。
- 中南军区水利工程独立第4团：湖北军区组建。
- 中南军区水利工程独立第5团：湖北军区宜昌军分区组建。建筑工程第七师代管。
- 中南军区水利工程独立第6团：湖北军区荆州军分区组建。建筑工程第七师代管。
- 中南军区水利工程独立第9团：原为湖南军区暂编第16团。1952年春调荆江分洪工程改编为中南军区水利工程部队独立第9团。由铁路工程第9师代管。1952年7月改称湖北军区暂编第9团，隶属湖北军区花园办事处。1953年3月改称湖北军区暂编第14团。1953年10月撤销。
- 中南军区水利工程独立第10团：原为湖南军区暂编20团。1952年春调荆江分洪工程改编为中南军区水利工程部队独立第10团。团长乔思安。1952年7月改称湖北军区暂编第10团，隶属湖北军区花园办事处。1952年9月调佳木斯。1953年并入合江林管局。沿革至今为兴隆林业局。
- 中南军区水利工程独立第11团：1952年7月改称湖北军区暂编第11团，隶属湖北军区花园办事处。1953年10月撤销。
- 中南军区水利工程独立第12团：1952年7月改称湖北军区暂编第12团，隶属湖北军区花园办事处。1953年10月撤销。
- 中南军区水利工程独立第13团：1952年7月改称湖北军区暂编第13团，隶属湖北军区花园办事处。1953年10月撤销。
- 湖南省、湖南军区主要承担南线工程。李毅之任南线指挥部副指挥
  - 湖南军区暂编第19团
  - 湖南军区暂编第17团
  - 湖南军区暂编第13团
  - 长沙专区总队：总队长李力、政委王三金、副队长廖泽南、副政委张春波。民工近6000人(岳阳县4000余人,临湘县1936人)。主要承担修建湖北省公安县黄山头南闸东侧一段工程,即高13米、面宽10米、长1200米的大堤。1952年4月5日开工，至6月20日完成任务,共计土石方72万余立方米。
  - 华容县组织3000多人参加荆江分洪工程建设,担任黄天湖堤段修建工程。